# 梅爾 (加利福尼亞州康特拉科斯塔縣)
梅爾（英語：Muir）是位於美國加利福尼亞州康特拉科斯塔縣的一個非建制地區。該地的面積和人口皆未知。

## 地理
梅爾的座標為37°59′26″N 122°07′49″W / 37.99056°N 122.13028°W，而該地的平均海拔高度為36米（即118英尺）。